# Bogumił Nowicki
Bogumił Leszek Nowicki – polski pianista, profesor sztuk muzycznych.

## Życiorys
W 1979 r. ukończył studia instrumentalistyki w Państwowej Wyższej Szkole Muzycznej w Poznaniu, w 2002 r. uzyskał tytuł profesora sztuk muzycznych.
Został zatrudniony w Akademii  Muzycznej im. Ignacego Jana Paderewskiego w Poznaniu, oraz w Państwowej Wyższej Szkole Zawodowej im. Jana Amosa Komeńskiego w Lesznie.

## Odznaczenia
- Krzyż Kawalerski Orderu Odrodzenia Polski (2014)[4]